# NGC 6855
NGC 6855 is een balkspiraalstelsel in het sterrenbeeld Telescoop. Het hemelobject werd op 10 juli 1834 ontdekt door de Britse astronoom John Herschel.

## Synoniemen
- ESO 185-63
- AM 2002-563
- PGC 64116